# Bolitoglossa cuchumatana
Bolitoglossa cuchumatana е вид земноводно от семейство Plethodontidae. Видът е почти застрашен от изчезване.

## Разпространение
Разпространен е в Гватемала.

## Описание
Популацията на вида е намаляваща.